# Kazaroza
Kazaroza, hay Casarosa (tiếng Nga: Казароза) là một cuốn tiểu thuyết trinh thám mô tả các sự kiện xảy ra trong cuộc Nội chiến Nga của nhà văn Leonid Yuzefovich.

## Nội dung
Các sự kiện trong tiểu thuyết diễn ra ở một thị trấn không hề được biết đến nằm ở vùng núi Ural (ám chỉ Perm).
Năm 1920, cô ca sĩ Zinaida Kazaroza đi theo biểu diễn phục vụ đoàn quân Kolchak. Svechnikov, một cựu binh Hồng quân mời cô biểu diễn tại câu lạc bộ Esperanto. Đúng lúc ấy thì xảy ra cái chết bất ngờ của Kazaroza, buộc Svechnikov phải tiến hành một cuộc điều tra nhằm làm sáng tỏ nguyên nhân cái chết. Giúp anh tìm kiếm sự thật còn có Vagin, anh chàng phóng viên một tờ báo địa phương, người cũng có mặt tại buổi hòa nhạc, vào thời điểm xảy ra vụ án mạng.
Năm 1975, rất nhiều năm đã trôi qua, Svechnikov trở lại thị trấn và hồi tưởng lại chuyện xưa.

## Chuyển thể
- Kazaroza (phim, 2005)